# Jean-Pierre de Beaulieu
Jean-Pierre de Beaulieu Baron de Marconnay (germană Johann Peter Freiherr Beaulieu von Marconnay, n. 26 octombrie 1725, Lathuy, Brabant, Țările de Jos austriece; d. 22 decembrie 1819, Linz) a fost un Feldzeugmeister imperial, propietar al Regimentului Infanterie nr. 31 apoi în schimb nr. 58, și deținător al Crucii de Cavaler, de Comandor precum Mari Cruci al Ordinului Maria Terezia.

## Biografie

### Ani de dezvoltare militară

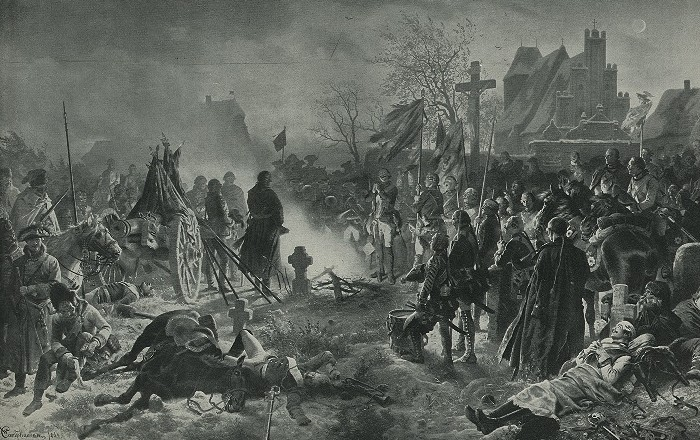
În seara bătălii de la Leuthen

Beaulieu, care provenea dintr-o familie veche valonă, s-a alăturat armatei austriece în 1743, într-un regiment al Ducelui Francisc Ștefan de Lorena și a fost făcut căpitan deja  în anul 1747. În anul 1757 a fost înaintat la gradul de maior și transferat la Statul Major pentru Cartiere.
Beaulieu a participat lângă Feldmareșalul Leopold von Daun în timpul Războiului de Șapte Ani. Atunci s-a remarcat în bătălia de la Kollin, în timpul asediului de la Schweidnitz, apoi în bătăliile la Breslau pe 22 noiembrie și Leuthen pe 5 decembrie 1757, în eliberarea orașului Olmütz, la luptele de la Gera și Maxen prin o conducere eficiență și curajoasă ale coloanelor de atac atât de mult, că a fost onorat cu Crucea de Cavaler al Ordinului Maria Terezia (înregistrarea în a 5-a promovare de la 23 ianuarie 1760). Simultan cu această onoare, el a fost trecut la gradul de locotenent-colonel la Marele Stat Major și numit Baron de către împărăteasa Maria Terezia. Probabil a fost o prevaluare al unui tilu francez.
În timpul armistițiului îndelungat ce a urmat, Beaulieu a studiat artele frumoase la castelul său din actuala Belgie și a primit însărcinarea de a înfrumuseța castelurile imperiale de vacanță. De asemenea a folosit anii de pace pentru a colecta importante opere de artă și cărți vechi. În 1768 a fost angajat ca colonel la guvernul militar din Țările de Jos austriece la Mechelen.

### Generalul

#### În Țara de Jos

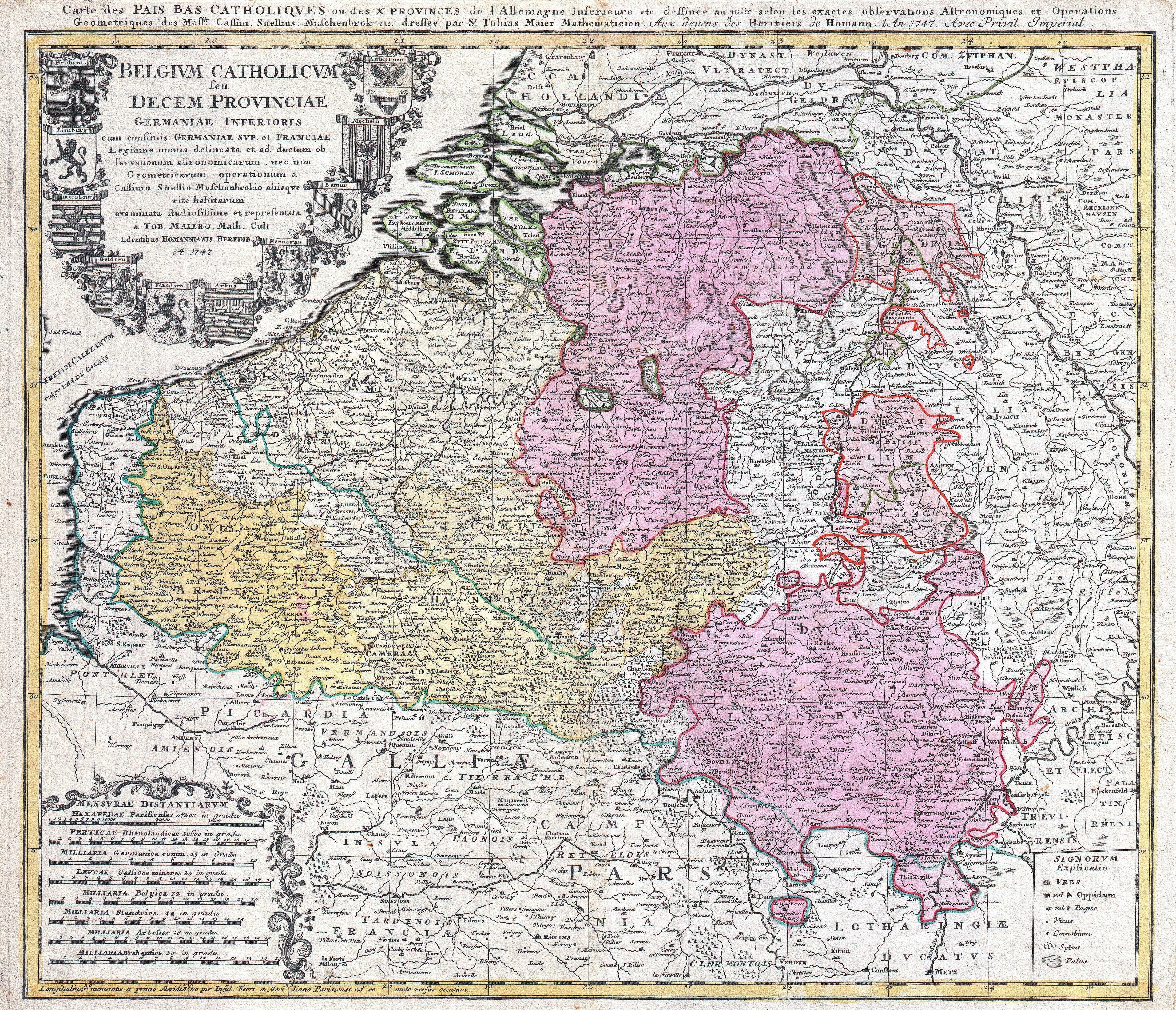
Hartă istorică a Țării de Jos

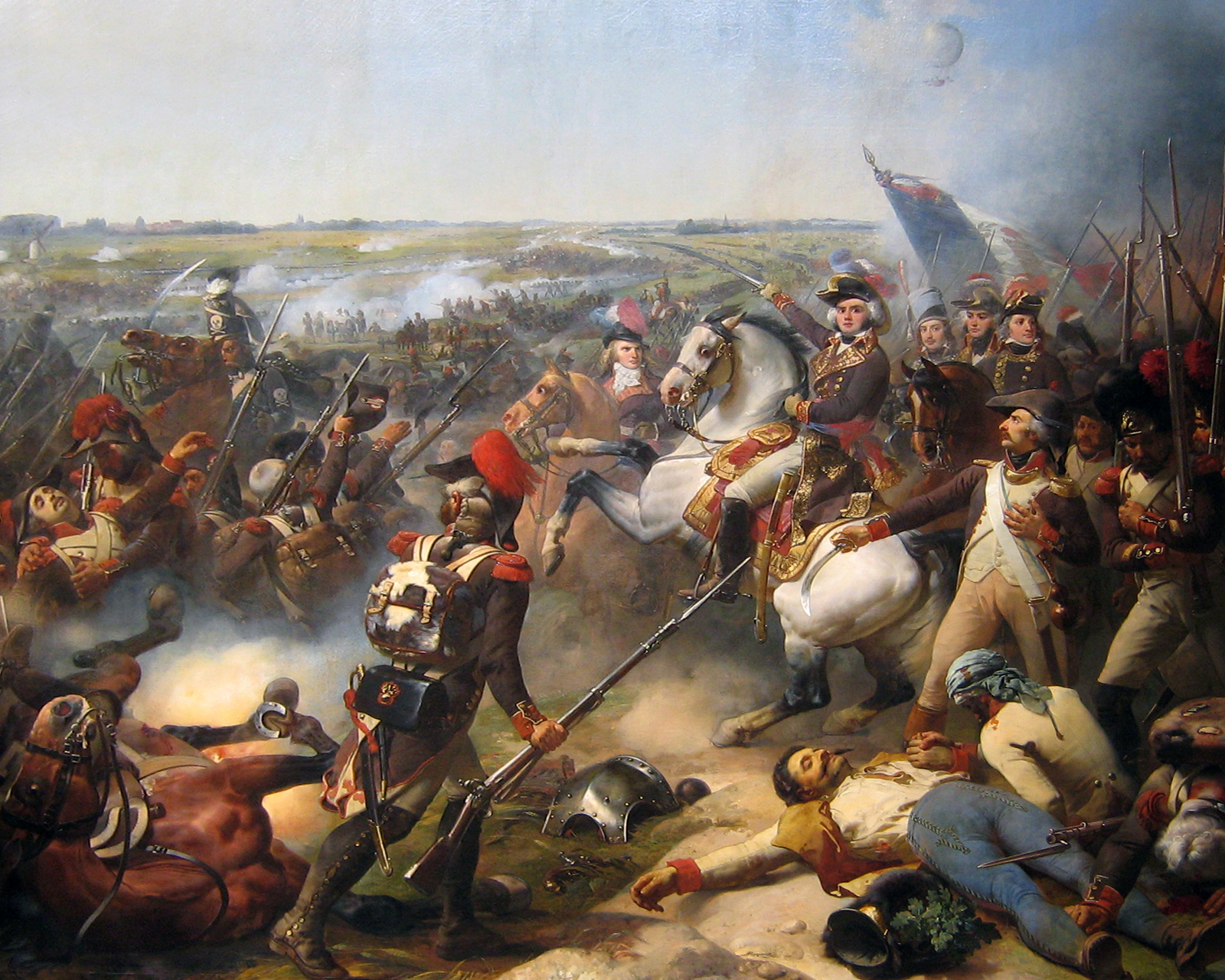
Bătălia de la Fleurus 1794

Când a izbucnit revoluția din Brabant, generalul (Feldzeugmeister) Blasius Columban Baron von Bender și generalul de divizie (Feldmarschalleutnant) Maximilian Baillet Conte de Latour au fost însărcinați cu suprimarea ei. Dar înnăbușirea repede a revoltei a fost datorită în primul rând prudenței și curajului lui Beaulieu, care, cu rang din 14 martie 1789 general de brigadă (Generalmajor), condusese un corp de armată austriac. De aceea a fost decorat cu Crucea de Comandor al Ordinului Maria Terezia (înregistrarea în a 5-a promovare de la 23 ianuarie 1760) și avansat definitiv la "Generalmajor" pe 31 mai 1790. Deja în ziua de 19 octombrie 1790 a fost numit înafara turului de rang general de divizie ("Feldmarschalleutnant"). În timpul acestei revolte singurul fiu al generalului, care luptase ca căpitan sub el, a căzut. Când ia fost adus mesajul dureros în mijlocul bătăliei, el a răspuns ferm și calm: "Prieteni, acum nu este timpul de a plânge, ci de a învinge." („Freunde, es ist jetzt nicht Zeit zu weinen, sondern zu siegen.“)
Războiul revoluționar francez i-au sporit faima de strateg. În primăvara anului 1792 a fost numit deținător al Regimentului Infanterie nr. 31. Beaulieu a servit la izbucnirea Primului Război de Coaliție în aprilie 1792, ca comandant de divizie sub guvernatorul austriac al Olandei Austriece, Feldmareșalul Albert Prinț de Saxonia-Teschen. Deosebit de remarcat este faptul, că Beaulieu a avut determinarea de a fi primul general din Europa, care a implicat trupe revoluționare franceze într-o bătălie și le-a izgonit. Acest eveniment a avut loc la 28-29 aprilie 1792, când generalul a învins o armată franceză de invazie sub comanda generalului Armand Duce de Biron (aproximativ 7.500 de ostași) aproape de Mons la Quaregnon village. Din păcate, el n-a folosit victoria sa în suficiență, pentru că a renunțat la urmărirea inamicului. În lupta la Harelbeke (în sud-vest de Gent), la 23 iunie 1792, Beaulieu a bătut pe adversarul său, rezerva Armatei Franceze de Nord în frunte cu generalul Louis Duce de Châtelet, a renunțat din nou la o urmărire.
În bătălia de la Jemappes, pe  6 noiembrie 1792, Beaulieu a acoperit retragerea ca comandat al diviziei sale  pe flancul stâng al armatei feldmareșalului Albert, format din trei batalioane de infanterie, cinci companii al Corpului Voluntar Sârbesc („Freikorps”) și un escadron de husari al Regimentului „Blankenstein” nr. 16, împotriva flancului  drept francez sub comanda generalilor Pierre Riel Marquis de Beurnonville și Louis-Auguste Conte d’Harville. Bătălia a fost pierdută de către Prințul de Saxonia-Teschen, și ca urmare a acestei înfrângeri, Austria a pierdut în favoarea Franței regiunea „Țările de Jos” pentru prima dată..
La începutul campaniei din 1793 Beaulieu a comandat un corp de 13 000 de soldați la Arlon. El a luptat cu mare cinste și prudență în următoarele campanii și bătălii din 1793-1794 în Belgia împotriva generalului suprem Jean-Baptiste Jourdan. Beaulieu a comandat sub prințul ereditar Willem I al Țărilor de Jos una dintre principalele coloane în prima luptă de la Fleurus la 16 iunie 1794, și a ajutat pentru a decide aceasta victorioasă. În bătălia principală, a așa-numita a doua bătălie de la Fleurus, la 26 iunie 1794, el a poruncit sub comandantul austriac feldmareșalul Frederic Josias prinț de Saxonia-Coburg-Saalfeld, coloana a cincea împotriva armatelor franceze unite sub Jourdan. Beaulieu a dus trupele sale spre Lambusart și a provocat în liniile inamice multă confuzie și dezordine, înainte de a fi obligat, printr-o comanda explicită al feldmareșalului, să se retragă. Bătălia a fost pierdută. După Fleurus, împăratul Francisc al II-lea la decorat pentru realizările sale pe câmpul de luptă cu Marea Cruce a Ordinului Maria Terezia (înregistrarea în a 34-a promovare de la 7 iulie 1794), de asemenea la numit proprietar al Regimentului Infanterie nr. 58, care devenise vacant. După ce prințul de Coburg a trebuit să demisioneze din funcția de comandant suprem, a fost înlocuit de Charles Joseph de Croix, conte de Clerfait. Beaulieu a fost numit sub el Șef al Statului Major la 21 august 1794.

#### În Italia

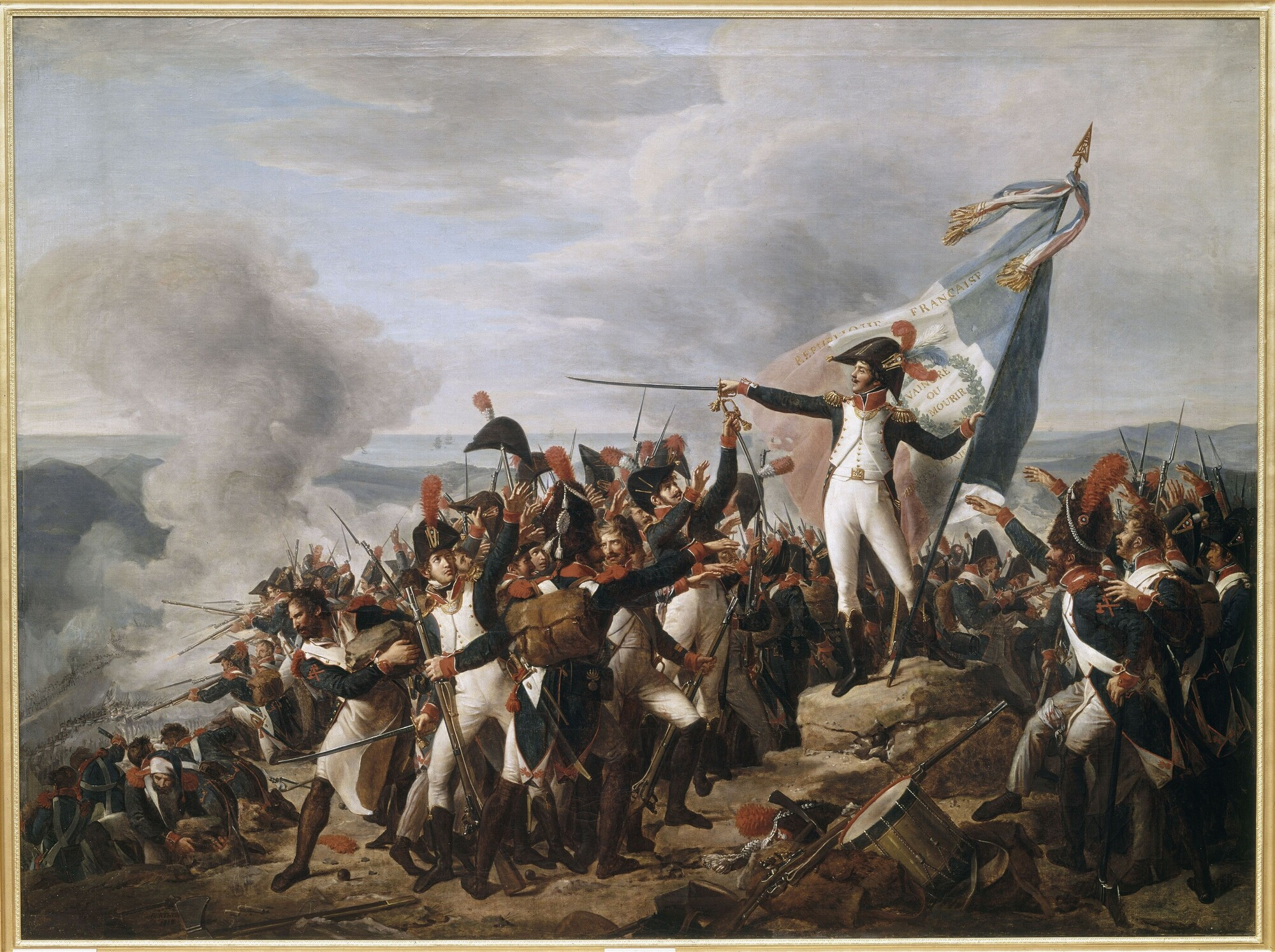
Bătălia la Montenotte 1796

În ziua de 4 martie 1796 generalul a fost avansat la gradul de Feldzeugmeister și Comandant Suprem Imperial al Armatei Lombarde, formată din 42 de batalioane și 24 de escadroane, cu 140 de tunuri, împreună 45.000 de ostași. La 17 martie al anului Beaulieu a preluat comanda acestei armate de la predecesorul său Oliver Conte de Wallis. Dar campania împotriva genialului Napoleon a avut să aibă o istorie nefericită: Subordonații lui au fost învinși de trupele franceze după rând, la Montenotte (11- 12 aprilie 1796), und generalul și-a întins linia prea mult, încercând să acopere Genova, la Millesimo (13- 14 aprilie 1796), Dego (14- 15 aprilie 1796) și Mondovi (22 aprilie 1796) și au suferit pierderi grele. Beaulieu însuși a fost bătut de Bonaparte la Podul de la Lodi pe 10 mai 1796. Astfel a pierdut Milano și Lombardia pentru Austria: Pentru a preveni unui asediu al cetății Mantova, care pentru Austria a fost extrem de importantă, Beaulieu și-a retras trupele într-o poziție mai defensivă traversând râul Mincio. Dar, deja la 30 mai 1796, Napoleon a trecut râul la Borghetto și a distrus apărarea austriacă împrăștiată și demoralizată. De aceea Beaulieu a fost nevoit să se retragă spre nord în Tirolia, și să perlase cetatea Mantova sorții ei. După atât nenoroc Beaulieu s-a și mai îmbolnăvit grav nemaiputând dirija armata. De aceea a fost rechemat pe 21 iunie la Viena, înlocuit provizoriu de generalul de divizie Michael von Melas, apoi de Feldmareșalul Dagobert Sigmund conte von Wurmser ca general pentru armata în Italia, al cărei sediu nou a fost Trento.  

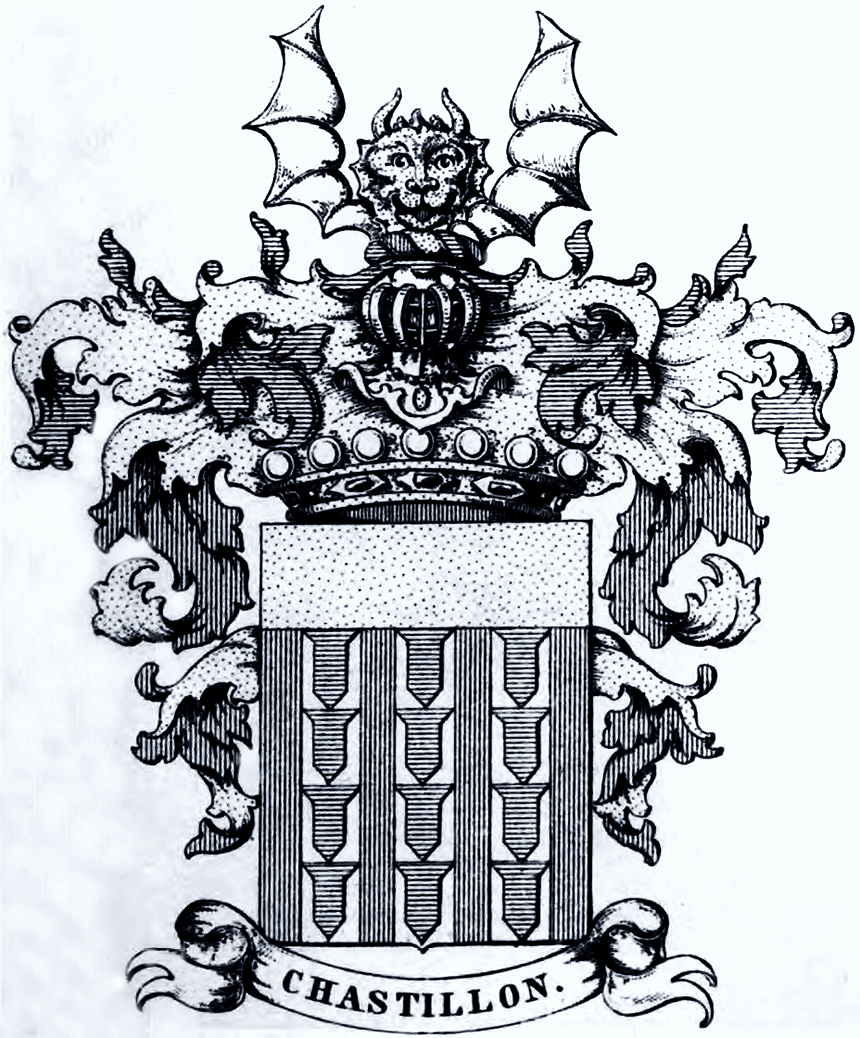
Stema baronilor de Beaulieu

Beaulieu s-a retras la moșia sa în apropiere de Linz, unde s-a dedicat marilor sale pasiuni, arta și arhitectura. El a fost ulterior însărcinat cu decorarea palatelor imperiale.